# جون ماكنيل (عازف جاز)
جون ماكنيل (بالإنجليزية: John McNeil)‏ هو عازف جاز أمريكي، ولد في 23 مارس 1948 في مقاطعة سيسكييو في الولايات المتحدة.

## وصلات خارجية
- الموقع الرسمي
- جون ماكنيل على موقع ميوزك برينز (الإنجليزية)
- جون ماكنيل على موقع أول ميوزيك (الإنجليزية)
- جون ماكنيل على موقع ديسكوغز (الإنجليزية)